# Radio 7
Radio 7 est une ancienne station de radio thématique du groupe Radio France, ciblant alors un public dit « jeune ». 
Radio publique, elle émet sur la région parisienne, du 2 juin 1980 au 20 février 1987. À sa fermeture, ses locaux, la plupart de ses moyens techniques son équipement, ses studios et ses fréquences ainsi que son personnel technique et partie du budget alloué sont transférés pour la création de la station d'information France Info. Radio 7 inspire dix ans après sa disparition, la radio publique Mouv',, également destinée aux jeunes,.
Parmi les voix emblématiques de la station, on peut noter Yves Géniès, Clémentine Célarié, Christophe Dechavanne, Sidney...

## Création

### Contexte politique
À l'approche de l'élection présidentielle de 1981, les stratégies politiques s'exprimeront aussi sur le terrain médiatique et notamment au sujet des médias radiophoniques.
Le paysage radiophonique de l'époque est régi par un monopole d'État interdisant à toute radio, hors Radio France, la diffusion en FM sur le territoire français. Pour autant, les radios émettant illégalement dites « radios libres » ou « pirates » se multiplient et investissent des secteurs délaissés par l'offre « officielle » : les régions et le public jeune. 
Parallèlement, dans le cadre de sa campagne, François Mitterrand annonce son intention, s'il est élu, d'abolir le monopole d'État de diffusion sur la bande FM. Dans cette perspective, on assiste dès 1980 à de profonds mouvements au sein de Radio France. Jacqueline Baudrier, présidente-directrice générale de Radio-France (1975-1981), avec l'aval de Valéry Giscard d'Estaing, crée coup sur coup trois prototypes de radios locales (Fréquence Nord, Radio Mayenne et Melun FM) et deux stations thématiques : Radio 7 pour les jeunes et Radio bleue, pour les séniors.
Patrick Meyer prend la direction de Radio 7. Inspiré par la bande FM américaine, il est à l'origine du concept et de la première formule d'antenne. 
Le 2 juin 1980, Radio 7 ouvre son antenne.

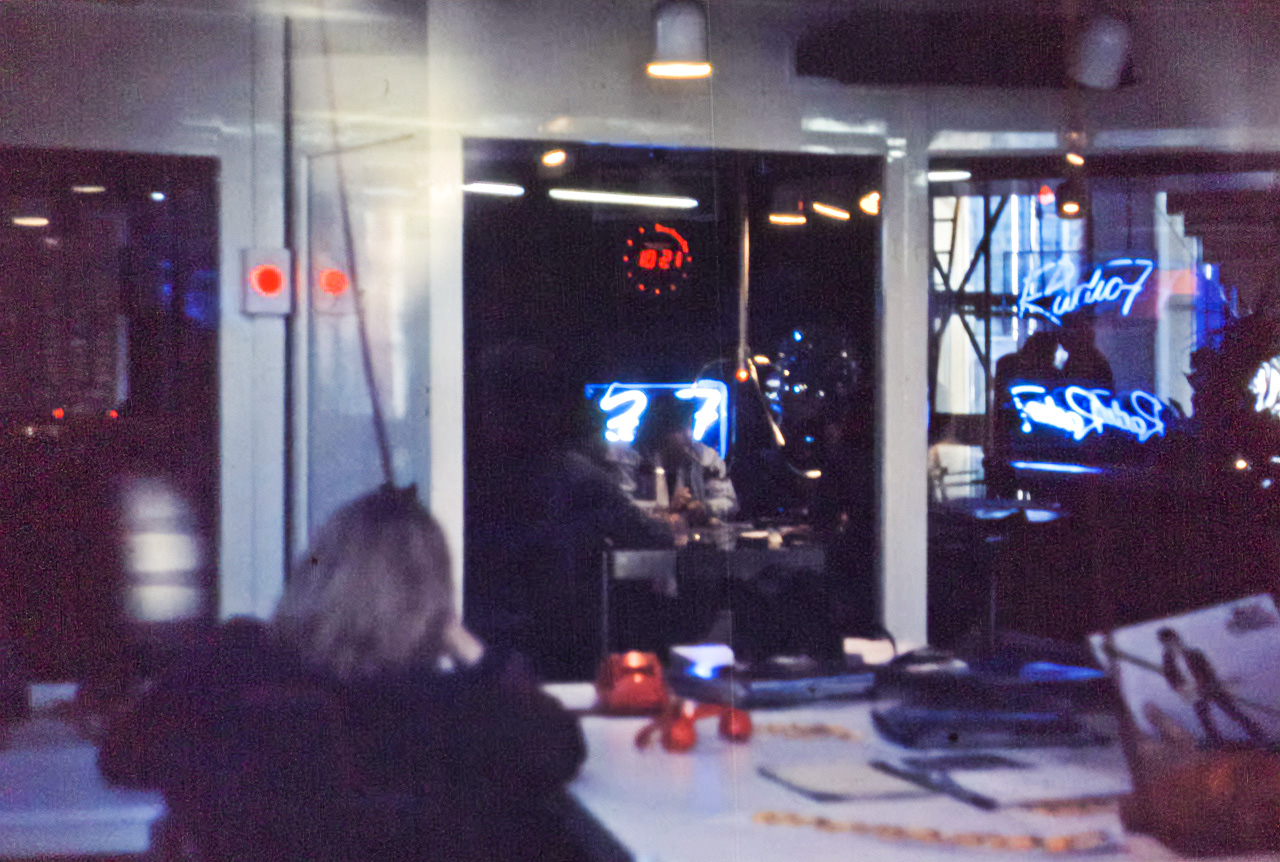
Le studio de Radio 7 (Paris) à la Maison de la radio en 1980.

### Radio 7 à Radio France
Pourquoi Radio 7 ? Parce qu'elle est la septième radio créée par Radio France, après France Inter, France Culture, France Musique, FIP, RFI et Radio Bleue.
Ses locaux sont implantés au premier étage de la Maison de Radio France entre le hall principal (porte A) et la porte B. Sur moins de 100 m2, sont disposés un open space, un studio et deux cabines techniques (l'une destinée à la diffusion et l'autre à la production).

## Les débuts
À 7 heures du matin, le 2 juin 1980, Clémentine Célarié est la première voix de Radio 7.
Du côté de la direction, les débuts sont mouvementés puisqu'en dix-huit mois on assiste à trois changements de direction : Patrick Meyer, François Desnoyers puis Marie-France Brière. Se sont ensuite succédé à la direction de Radio 7, Francis Rousseau et Charlotte Latigrat.
On peut retenir que Patrick Meyer est amené à démissionner à la suite de pressions de la présidente de Radio France, Jacqueline Baudrier, pour annuler une intervention de Coluche (alors en campagne présidentielle) à l’antenne. Il créera aussitôt après son départ, en juin 1981, RFM.

## Le Programme de Radio 7
Le programme de Radio 7 est basé sur une grille segmentée par émissions sur le mode du programme frère de France Inter : un animateur chargé d’une tranche thématique (orientée vers un contenu) et dotée d’une rédaction spécifique, tandis que la concurrence des radios musicales naissantes adopte peu à peu la stratégie des radios de flux.

La tonalité du programme est à l’image des années 1980, tournée vers le rock, pop-rock, new-wave, cold-wave, punk-rock, variété anglaise et la nouvelle variété française (Daho, Niagara,…), souvent à la recherche de nouveautés.

Destinée aux jeunes publics, elle témoigne sur ses ondes de l’effervescence parisienne, de la vie artistique, cinématographique de l’époque et répond aux missions de service dédiées aux adolescents, étudiants et jeunes travailleurs dans le cadre de magazines et chroniques.

Son format (grille d’émissions thématiques à l’adresse des jeunes orientée contenu) donne à Radio 7 une stature particulière dans l’histoire des « radios jeunes ». Elle rejoint dans l’esprit de ceux qui s’en souviennent le cercle des radios historiques, parfois dites « cultes » aux côtés de Radio Nova ou La Voix du Lézard (première période) par exemple.

## Personnalités de la station

### Les animateurs
De la création à la fermeture, les animateurs se sont succédé à l'antenne. Certains ont été employés dès les débuts, d'autres ont rejoint les programmes en cours de route. Du fait de l'évolution de l'équipe d'animation, on peut distinguer deux périodes, l'une allant de 1980 à 1984 et l'autre de 1984 à 1987.

#### Première période
- Clémentine Célarié
- Jean-Pierre Gauffre
- Christophe Bourseiller
- Christine Jacquet
- Didier Hervé[5]
- Laurent Boyer
- Christophe Dechavanne
- Daniel Renard
- Martial du "Martial Show"
- Yves Géniès
- Yves Derisbourg
- Larsen
- Michèle Halberstadt, dite la Castafiore
- Jean-Michel Gravier
- Rocky Chignole
- Smith & Wesson (et Foul Astral, voix robot), émission "Destination Planète7"
- Captain Miller

#### Présents sur les deux périodes
- Richard Adaridi
- Gérard Lefort
- Francis Cadot
- Didier Jérôme
- Sydney / Le hip-hop des années 1980
- Dee-Dee

#### Deuxième période
- Marc Potin / Les Potins de Marc Potin
- Bouboulina
- Mme Ming
- Gilles Obringer / Le Zouc, le samedi de 20h à 22h
- Jacques Métivet / Les dialogues de films mixés sur une programmation musicale sensible
- Bruno Le Jean / Feuilletons déjantés le samedi de 11h à 12h ("Nouvelles du Front", " Le Père Noël frappe toujours 3 fois")
- Angela / La Chica de la Radio Siete
- Anne-Sophie Bijoux / Gazelle de Radio 7, service téléphonique pour les auditeurs relayé par des reportages à l'antenne
- Corinne Blottin / La guerre des tubes
- Philippe Huet / La guerre des tubes
- Cathy Nivez / Interviews de Stars : "Identités remarquables" tous les jours de 15h à 15h15
- Frédéric Dayan / Interviews de Stars : "Croque Stars", le Dimanche à 14h30
- Laurent Bachet / Le ciné magazine de Radio 7, "Rushes", le samedi de 14h à 16h
- Robert Levy-Provençal / Émission de Clubbing : "More Music, Less Talk"
- Laurent Pavia / "Nuisances" Tous les jours de 20h à 22h

### Les journalistes
- Philippe Balland
- Eva Bettan
- Anne Brucy
- Jacques Expert
- Danielle Messager
- Nadine Epstein
- Dominique Brigand
- Luc Évrard
- Brigitte Jeanperrin

- Valeria Emanuele (assistante d'édition)

Magazine de la rédaction : le samedi à 12h30

### Les coloristes d'antenne
On compte quatre coloristes d'antenne : 
- Didier Montebello ;
- Jean-Pierre Hubert ;
- Gérard Leroux ;
- Jean-Charles Aknin.

### Les techniciens
Ils sont au nombre d'une huitaine, selon les périodes.
Le ton et l'énergie dispensés au cours des programmes ont incité les techniciens à développer une réactivité (rapidité, souplesse, adaptation) qui est jusque-là peu répandue dans la pratique de leur métier. L'essentiel de l'antenne se produit en direct et la composante d'improvisation est importante. Du point de vue de la réalisation radiophonique, Radio 7 (et avec elle, bon nombre de « radios libres ») a ouvert une nouvelle façon de faire de la radio.
L'équipe technique, dotée des moyens de Radio France (dont un minicar équipé en studio d'enregistrement), a aussi eu l'occasion d'enregistrer en extérieur dans les lieux de concerts parisiens.

## Arrêt définitif
Deux facteurs principaux vont se conjuguer pour aboutir à la fermeture de l'antenne.

### Fin du monopole d'État
La fin de Radio 7 est principalement provoquée par un événement ayant lieu dix-huit mois seulement après ses débuts. En 1981, à la suite de l'arrivée de la Gauche au pouvoir, le monopole d'État interdisant aux radios libres d'émettre en FM sur le territoire français est aboli (9 novembre 1981). Dès lors, la libération de la bande FM fait subir à Radio 7 une forte concurrence. En quelques mois, les centaines de radios libres s'organisent : La Voix du Lézard devient Skyrock, NRJ se popularise, Fun Radio, Kiss FM Paris, Maxximum naissent et des dizaines d'autres encore en région parisienne. Les réseaux se réunissent au niveau national, l'offre des fréquences est ouverte et les radios privées héritent enfin de la manne publicitaire. Face à cette rapide mutation, Radio 7, cantonnée à sa zone de couverture parisienne, ne voit pas ses moyens adaptés pour maintenir sa place.

### Projet de nouvelle radio d'information
Roland Faure, président-directeur général de Radio France et ancien directeur de l'information, ambitionne dès sa nomination en 1986, de créer au plus tôt une radio « tout info » sur le modèle des radios All News américaines. En quelques mois, Jérôme Bellay et Michel Meyer élaborent un projet devenant France Info et, au début de l’année 1987, la décision de supprimer Radio 7 est entérinée. Le vendredi 20 février, Jean Izard (directeur général de Radio France) annonce à  la directrice de Radio 7 Charlotte Latigrat, la fermeture définitive. Une semaine plus tard, Radio 7 ses émissions sont interrompues. Quelques heures plus tard, le 1er juin 1987, sa fréquence et ses locaux sont repris par la station France Info.

### Réactions et dernières heures

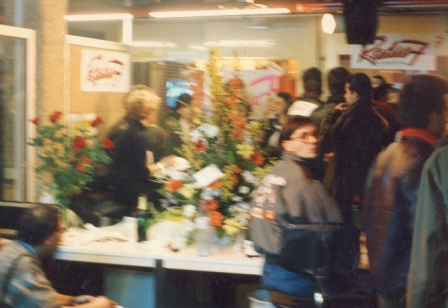
Afflux des auditeurs dans les locaux de Radio 7 le soir de la fermeture de l'antenne

En pleine période d'explosion des centaines de stations pirates devenues radios libres puis radios locales privées, Radio 7 connaît un certain succès et permet à de nombreux animateurs, journalistes, artistes et producteurs de faires leurs armes. Pris de court, les auditeurs constituent un groupe de soutien et organisent une manifestation, le samedi 28 février 1987 sur les Champs-Élysées. En parallèle, la chaine TV6, première chaîne de télévision française privée et gratuite nationale consacrée à la musique et destinée à la jeunesse, vit aussi ses derniers instants. Ainsi, le même jour, les deux cortèges fusionnent en une manifestation d'environ quinze mille personnes, à laquelle participent des artistes tels Patrick Bruel, Mylène Farmer, Francis Lalanne, Marc Lavoine...
Durant toute la journée du 28 février, les personnels de Radio 7 organisent une antenne ouverte où s'expriment tous les artistes, animateurs et fidèles auditeurs ayant collaboré ou tout simplement apprécié Radio 7. Les dernières paroles prononcées en direct à l'antenne sont exprimées par Robert Lévy-Provençal, suivies d'un montage sonore où toutes les voix de la radio avec extraits de promos et d'enregistrement d'antenne se répondent dans un dialogue artificiel où s'expriment leur joie de vivre la radio et, en demi-teinte, leur nostalgie à voir disparaître Radio 7. Enfin, un court bruitage tiré du western "Le Bon, la Brute et le Truand" figure une scène où une voix interpelle Radio 7 et, sans autre coup de semonce, semble tirer et l'abattre.
D'un commun accord, l'équipe décide de cesser sa diffusion une minute avant minuit, pour que ce « blanc d'antenne » représente la minute de silence de rigueur en pareille circonstance.
Le 20 février 1987, Radio 7 est supprimée, laissant sa place, ses locaux parisiens de la Maison de la Radio et ses fréquences, à la station France Info, toute première radio nationale d'informations française, non sans provoquer des remous et quelques manifestations. Dès lors, il faut attendre une dizaine d'années pour qu'un nouveau projet du même genre soit entrepris. 

## Fréquences
Radio 7 diffuse en stéréophonie depuis les emetteurs de TDF Paris-Nord situés à Sannois (Val d'Oise), sur la fréquence 99,8 MHz. Toutefois, la communication publicitaire initiale autour de la radio a annoncé la fréquence 99,7 MHz, pour que son nom et sa fréquence riment : "Radio 7 : 99.7", "Vous écoutez Radio 7 sur 99.7"... À l'époque, la sélectivité des récepteurs radiophoniques n'est pas particulièrement précise et la bande FM est encore assez vide. Cette petite imprécision est ainsi, sans réelle conséquence. Dans un deuxième temps, la radio exploite 91,3 et 91,7 MHz. Ce changement de plan de fréquence n'est pas sans conséquence sur le destin de la station.

## L'héritage
Après dix ans sans programme comparable, Radio France crée Le Mouv' considéré par certains[Qui ?] comme son héritier.